# Euastacus sulcatus
Euastacus sulcatus là một loài tôm nước ngọt trong họ Parastacidae.